# 土居楓奏
土居 楓奏（どい ふうか、2010年3月23日 - ）は、日本の歌手、アイドルで、ハロー!プロジェクトに所属する女性アイドルグループ・つばきファクトリーのメンバー。メンバーカラーはブライトグリーン。
大阪府出身。血液型AB型。アップフロントプロモーション所属。

## 略歴
2024年
- 2月7日、前年6月から開催していた『「ハロー!プロジェクト25周年記念」新メンバーオーディション』に合格。石井泉羽、村田結生とともにつばきファクトリーの新メンバーとして加入することが発表された[2]。
- 8月28日、シングル「ベイビースパイダー/青春エクサバイト/鼓動OK?」でつばきファクトリーとしてメジャーデビュー。

## 人物
- 特技はソーラン節と囲碁[3]。
- 趣味はマンガを読むこと[1]。
- 好きな音楽ジャンルはJ-POP[1]。
- 好きなスポーツはダンス[1]。
- 座右の銘は『不撓不屈』[1]。
- 好きな食べ物はトマト、ラーメン、果物[3]。
- 好きな動物はパンダ、カピバラ、イルカ[3]。

## 出演

### テレビ
- ハロプロ! スクール・オブ・ルーキーズ（2024年5月26日、CSテレ朝チャンネル1）[4]
- ハロプロ！スクールオブルーキーズⅡ ～ひなフェス2025直前スペシャル～（2025年03月28日、CSテレ朝チャンネル1）[5]

## 所属グループ・ユニット
- つばきファクトリー（2024年 - ）